# Joscelyn Godwin
Joscelyn Godwin (Kelmscott, Oxfordshire, Inglaterra, 16 de enero de 1945) es un compositor, musicólogo y traductor, conocido por su trabajo sobre música antigua, paganismo y música en el ocultismo.

## Biografía
Fue educado como corista en la Christ Church Cathedral School, Oxford, y luego en el Radley College (Académico de música) y el Magdalene College, Cambridge (Académico de música; B.A., 1965, Mus. B., 1966, M.A. 1969).
Se mudó a los EE. UU. en 1966 para llevar a cabo estudios de postgrado en musicología en la Universidad Cornell, donde obtuvo su doctorado en 1969 con una tesis sobre La música de Henry Cowell.
Luego enseñó en la Universidad Estatal de Cleveland durante dos años antes de trasladarse al departamento de música de la Universidad Colgate en 1971.
Ha sido profesor en Colgate desde entonces.

## Obra
- Robert Fludd. Hermetic Philosopher and Surveyor of Two Worlds, 1979
- Athanasius Kircher. A Renaissance Man and the Quest for Lost Knowledge, 1979
- Mystery Religions in the Ancient World, 1981
- Harmonies of Heaven and Earth. The Spiritual Dimension of Music from Antiquity to the Avant-Garde, 1987
- Music and the Occult.  French Musical Philosophies 1750-1950, 1995
- The Mystery of the Seven Vowels in Theory and Practice, 1991
- Arktos. The Polar Myth in Science, Symbolism, and Nazi Survival, 1993
- The Theosophical Enlightenment, 1994
- Johann Friedrich Hugo Von Dalberg (1760-1812): Schriftsteller, Musiker, Domherr, 1998
- The Pagan Dream of the Renaissance, 2002
- The Real Rule of Four, 2004
- The Golden Thread: The Ageless Wisdom of the Western Mystery Tradition, 2007
- Athanasius Kircher's Theatre of the World, 2009
- Atlantis and the Cycles of Time: Prophecies, Traditions, and Occult Revelations, 2010
- The Forbidden Book, a Novel, 2013
- Upstate Cauldron: Eccentric Spiritual Movements in Early New York State, 2015
- Symbols in the Wilderness: Early Masonic Survivals in Central New York, 2016
- Macrocosm, Microcosm, and Medicine: The Worlds of Robert Fludd, 2018[3][4][5][6][7][8]

### Edición
- Alessandro Scarlatti, Marco Attilio Regolo, 1975
- Schirmer Scores. A Repertory of Western Music, 1975
- Music, Mysticism and Magic: A Sourcebook, 1986
- Michael Maier, Atalanta Fugiens: an Edition of the Fugues, Emblems and Epigrams, 1987
- Marius Schneider, Rudolf Haase, and Hans Erhard Lauer, Cosmic Music. Three Musical Keys to the Interpretation of Reality, 1989
- Paul Brunton: Essential Readings, 1990
- Harmony of the Spheres. A Sourcebook of the Pythagorean Tradition in Music, 1993
- The Hermetic Brotherhood of Luxor. Historical and Initiatic Documents of an Order of Practical Occultism, 1995
- Ésotérisme, gnoses & imaginaire symbolique. Mélanges offerts à Antoine Faivre, 2001
- John Michell, Confessions of a Radical Traditionalist, 2005
- Petrus Talemarianus, Natural Architecture, 2006
- The Starlight Years: Love and War at Kelmscott Manor, 1940-1948. The Paintings, Drawings and Writings of Edward and Stephani Scott-Snell/Godwin, 2015

### Traducción
- Werner Walcker-Meyer, The Roman Organ of Aquincum, 1972
- Salomon Trismosin, Splendor Solis, 1981
- René Guénon, The Multiple States of Being, 1984
- Fabre d'Olivet, The Secret Lore of Music, 1988
- Johann Valentin Andreae, The Chemical Wedding of Christian Rosenkreutz, 1991
- Antoine Faivre, The Eternal Hermes, 1994
- Francesco Colonna, Hypnerotomachia Poliphili: The Strife of Love in a Dream, 1999
- Julius Evola, Ride the Tiger, 2003
- Hans Kayser, Textbook of Harmonics, 2006
- Marco Baistrocchi, Agarttha: A Guenonian Manipulation?, 2009
- Paul Bertrand [Georges Méautis], Theosophy and Theosophism, 2017.
- Julius Evola and the UR Group, Introduction to Magic as Science of the Self, Volume II.